# Matías Ganz
Matías Ganz es un guionista y director de cine uruguayo.
Es alumno de la Escuela de Cine del Uruguay.

## Filmografía
Dirección
- 2008, Preámbulo (cortometraje)
- 2009, Hablarte solo (cortometraje)
- 2010, La historia de Horacio (cortometraje)
- 2019, La muerte de un perro (largometraje)

Guion y dirección de series
- 2012, REC (con Rodrigo Lappado)  emitida por TNU y Tevé Ciudad.
- 2017, El mundo de los videos (con Rodrigo Lappado)  emitida por Tevé Ciudad.